# 士姑来
士姑来（1973年前官方名称为，民间旧称），当地居民读作士古来，是柔佛州新山县的一个以华人为主的城鎮，位于依斯干达公主城市政厅辖区内。士姑來路（Jalan Skudai）贯穿市鎮，通过该道路往南可通往新山市中心、往北可通往士乃和古来。士姑来人口达218,980人，其中华裔人口过半。

## 名称
根据《马来纪年》记载，柔佛苏丹阿都嘉里尔沙（Sultan Abdul Jalil Shah）在位期间，其宰相敦哲那（Bendahara Tun Jenal），封号为士姑来（Bendahara Paduka Raja Dato' Sekudai），书中提到其为士姑来河殖民之第一人。士姑来的命名应由此封号而来。
另有一种说法是，“Skudai“是当地一种树名的名称，此树在当地众多，因此当地人以此命名，但未引述任何史实支持其说法，而此树也并不存在。
另外，根据英籍官员J.V Vcowgill的记载，士姑来（河）两英里名“鱼寮”（Hö Liau）、四至九英里名“刘厝港”（Lao Tso Kang）、九英里名“乌桥”（O Kio）、十英里名“十条石”（Tsap Tio Tsink）。

## 历史

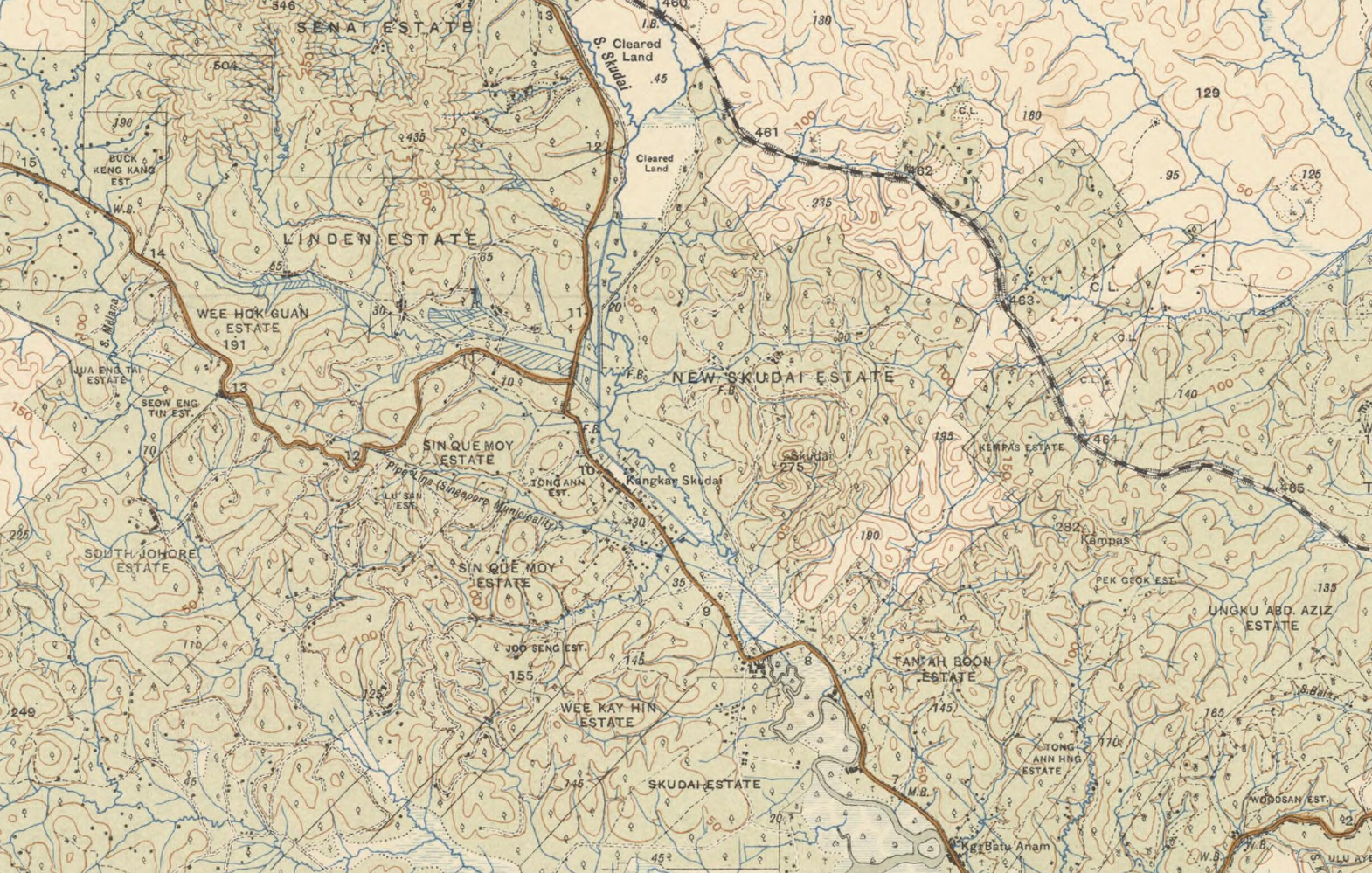
1938年士姑来地图

根据《马来纪年》的记载，于1600年至1640年期间，柔佛王国宰相敦哲那曾于士姑来上游建立村落。
1844年10月9日，柔佛天猛公王朝第一任统治者依布拉欣颁发柔佛州第一张港契予士姑来河的华人港主Ah Chun和Ban Seng，士姑来的发展应该是从这个时候开始的。此后，华人开始大量移居至士姑来河附近开发港脚，形成今天士姑来以华人占大多数的局面。
1880年代，柔佛华人甲必丹佘泰兴之子佘能财取得了士姑来的港权。
最早记载华裔先贤于士姑来扎根的记录是创立于19世纪80年代的士姑来天后宫内一个百年老钟。此钟刻着“光绪二十六年”的字眼，即公元1900年。。
1922年，由黄德辅创办的士姑来首间华文学校——辅华学校以私塾的形式成立。1958年，这所学校易名为辅士华小，并运作至今。
第二次世界大战后，马来亚共产党积极展开反殖民活动。为了断绝华人对马共的支援，英殖民政府决定实行毕利斯计划，在士姑来分别建设两座华人新村：八哩半新村以及十哩新村，将散居于士姑来的华人集中至该处统一管理，并认定这两所新村为马共黑区。一直到1958年，士姑来新村才从黑区变为白区，新村周围的铁丝网也开始拆除。
1972年，位于士姑来新村（十哩新村）附近、原为新联园橡胶园的马星花园（原称华丽花园）开始建设。1977年，大成集团创办人洪长锐购得位于士姑来约725英亩的东方实业老橡胶园地，皇后花园开始建设，位于八哩半新村附近。这两个住宅区都属于士姑来较早期的住宅区，其建设是士姑来发展为城镇的开端，并且渐渐地淡化了士姑来的新村色彩。
1978年，政府决定于士姑来兴建马来西亚工艺大学，占地11.77平方公里。1984年，为了配合工大的落成，大学城花园住宅区开始建设。1985年，耗资10亿令吉的马来西亚工艺大学正式竣工，由时任柔佛苏丹苏丹马末·依斯干達进行剪彩仪式。
1990年，位于新山甘拔士，士姑来金山园边界旁的南方大学学院落成，是士姑来周边第二所高等学府。
1996年，士姑来第四个大型住宅区丽宁镇开始动工，共使用了5.82平方公里、原为油棕园的土地。此时的士姑来已发展为一个城镇。
2006年，南马爆发百年一见大水灾，重创建设在士姑来河河岸的甘榜劳勿（Kampung Laut）。
伊斯兰祈祷团成员马士沙拉末逃狱事件震撼了新柔两地人民，他最终于2009年4月在士姑来落网。

## 政府

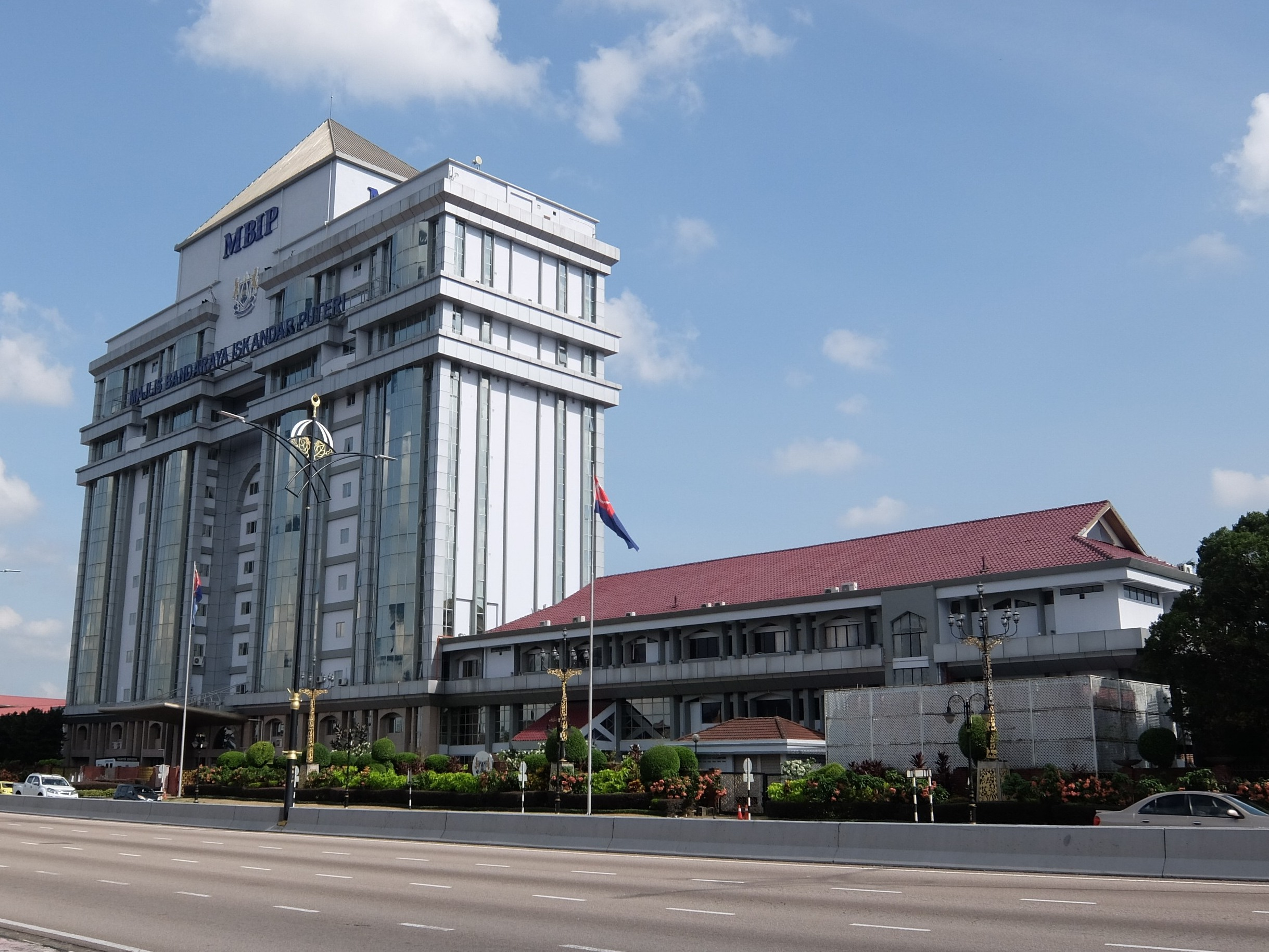
升格后的依斯干达公主城市政厅大厦。

士姑来位于依斯干达公主城市政厅的管辖区域内，也是市内最大的城镇。1953年，根据1952年地方政府法令及市镇局法律第118号，士姑来地方议会正式成立，管辖范围以士姑来新村为主，面积达151英亩，并于1970年增至340英亩。1978年初，士姑来地方议会被新山中区县议会取代。而从1978年至今，士姑来一直是柔佛州依斯干达公主城市政厅行政中心的所在地，由原有的新山中区县议会（MDJBT）于2001年升格至新山中区市议会（MPJBT），再于2017年升格为依斯干达公主城市政厅（MBIP）。现有的大厦对面是一排二战时期遗留下来的老旧店屋。地方政府将在2020年之前搬迁至美迪尼区新大厦，而士姑来原有的旧大厦将会被保留，提供缴付税务等服务。

### 国会下议院
| 国会编号 | 议席                              | 议员   | 联盟 | 联盟     | 政党 | 政党       |
| -------- | --------------------------------- | ------ | ---- | -------- | ---- | ---------- |
| P162     | 依斯干达公主城（Iskandar Puteri） | 刘镇东 |      | 希望聯盟 |      | 民主行动党 |

### 州议会
| 国会编号 | 州编号 | 州议席                      | 州议员 | 联盟 | 联盟     | 政党 | 政党       |
| -------- | ------ | --------------------------- | ------ | ---- | -------- | ---- | ---------- |
| P162     | N48    | 士姑来（Skudai）            | 玛丽娜 |      | 希望聯盟 |      | 民主行动党 |
| P162     | N49    | 依斯干达城（Kota Iskandar） | 班达   |      | 國民陣線 |      | 巫统       |

## 语言
由于华人在士姑来占大多数，因此当地华人的绝大部分时间皆使用华语或闽南语（即福建话、潮州话）进行交谈，只有在碰到不谙华语的异族人士才会使用马来文。在当地，使用中文招牌的商店随处可见。绝大部分的华人都能够明白简单的闽南语，而年长一辈则较常使用闽南语进行交谈，有极少数的华人会使用粤语或客家话。

## 教育
国民型华文小学
| 学校编号 | 地区          | 中文名称         | 馬來文名称                             | 成立年份 | 邮政编码 | 学区 | 所属区 | 坐标                                          |
| -------- | ------------- | ---------------- | -------------------------------------- | -------- | -------- | ---- | ------ | --------------------------------------------- |
| JBC1008  | 士姑来8英里半 | 国光华小         | SJK(C) Kuo Kuang, Batu 8 ½ Skudai      | 约1930年 | 81300    | 新山 | 埔来   | 1°31′39″N 103°40′10″E / 1.52755°N 103.66957°E |
| JBC1023  | 士姑来10英里  | 辅士华小         | SJK(C) Pu Sze, Batu 10 Skudai          | 1922     | 81300    | 新山 | 埔来   | 1°32′11″N 103°39′45″E / 1.53626°N 103.66252°E |
| JBC1037  | 五福城        | 国光华小（二）校 | SJK(C) Kuo Kuang 2, Taman Sutera Utama | 1998     | 81300    | 新山 | 埔来   | 1°30′11″N 103°40′17″E / 1.50299°N 103.6714°E  |
| JBC1042  | 丽宁镇        | 道文华小         | SJK(C) Thorburn, Taman Mutiara Rini    | 1950     | 81300    | 新山 | 埔来   | 1°31′36″N 103°37′42″E / 1.5267°N 103.6282°E   |
| JBC1043  | 金山园        | 泰丰华小         | SJK(C) Thai Hong, Taman Impian Emas    | 1954     | 81300    | 新山 | 地不佬 | 1°33′10″N 103°40′43″E / 1.55282°N 103.67865°E |

国民小学
- 马星国小（SK Sri Skudai）

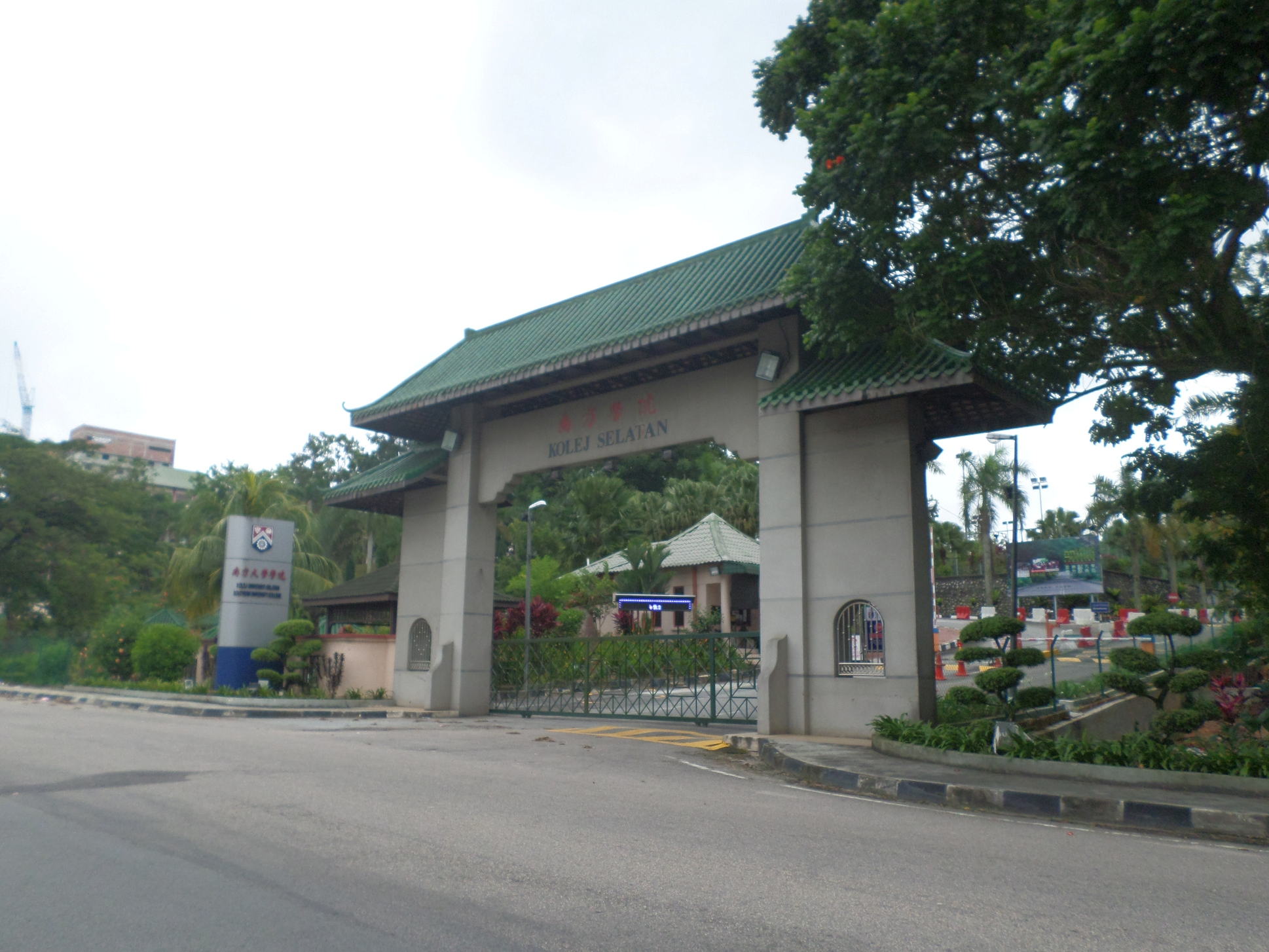
南方大學學院

- 皇后国小（SK Taman Tun Aminah）
- 皇后国小二校（SK Taman Tun Aminah 2）
- 新山花园国小（SK Taman Damai Jaya）
- 大学城国小一校（SK Taman Universiti 1）
- 大学城国小二校（SK Taman Universiti 2）
- 大学城国小三校（SK Taman Universiti 3）
- 大学城国小四校（SK Taman Universiti 4）

国民中学
- 马星国中（SMK Skudai）
- 新东方国中（SMK Damai Jaya）
- 金山园国中（SMK Impian Emas）
- 丽宁镇国中一校（SMK Mutiara Rini）
- 丽宁镇国中二校（SMK Mutiara Rini 2）
- 迪莎士古来国中（SMK Taman Desa Skudai）
- 永乐镇国中一校（SMK Taman Selesa Jaya）
- 永乐镇国中二校（SMK Taman Selesa Jaya 2）
- 五福城国中（SMK Taman Sutera）
- 皇后国中（SMK Taman Tun Aminah）
- 大学城国中一校（SMK Taman Universiti）
- 大学城国中二校（SMK Taman Universiti 2）

大专学府南方大学学院
- 马来西亚工艺大学 （Universiti Teknologi Malaysia, UTM，位于依斯干达公主城市政厅辖区但属于古来县，一般上认为处士姑来）
- 南方大学学院 （Southern University College/Universiti Kolej Selatan，位于新山市政厅辖区，但一般上认为处士姑来）

## 花园住宅区
- 馬星花園 （Tmn Sri Skudai）
- 公主花園 （Taman Sri Putri）
- 百顺花園 （Taman Jaya）
- 東方花園 （Taman Skudai Baru）
- 皇后花園 （Taman Ungku Tun Aminah）
- 五福城花园 （Taman Sutera Utama）
- 丽宁园 （Taman Mutiara Rini）
- 胡姬花园 （Taman Sri Orkid）
- 帝雅园 （Taman Mutiara Mas）
- 大学城 （Taman Universiti）
- 德沙士姑来花园 （Taman Desa Skudai）
- 碧华园（Taman Skudai Indah）
- 龙寰镇（Taman Pulai Flora）
- 龙寰镇（Taman Pulai Utama）
- 金山園 （Taman Impian Emas）
- 妮莎花园 （Taman Nesa）
- 新山花园 （Taman Damai Jaya）
- 安乐市 （Bandar Selesa Jaya）
- 顺利花园 （Taman Nusa Bestari）
- 金成功花园 （Taman Nusa Jaya Mas）
- 雅阁花园 （Taman Tan Sri Yaakob）
- 大观园（Taman Nusa Duta）
- 旺地花园 （Taman Melawati）
- 蒲來花園 （Taman Pulai）
- 乌达镇 （Bandar Uda Utama）
- 顺利花园 （Taman Mutiara Bestari）
- 明珠花园 （Taman Mutiara Utama）
- 怡芯花园 （Taman Mutiara Maju）
- 东升花园 （Taman Timur）
- 金海五福花园（Taman Danga Sutera）
- Taman Bukit Gemilang
- Taman Harmoni
- Taman Perindustrian JB Perdana
- Taman Industri Jaya

以下花园靠近江加埔来，但依然被归为士姑来的范围内
- Taman Sri Pulai
- Taman Pulai Emas
- Bandar Pulai Jaya
- 富莱苑（Taman Pulai Perdana）
- Taman Sri Pulai Perdana
- Sri Pulai Perdana 2
- 莲花花园（Taman Teratai）

### 新村
- 八哩半新村 （Kampung Baru Batu 8 1/2）
- 十哩新村/士姑来新村（Batu 10）
- 傅子龙村（Kampung Poh Chee Leng）
- 士姑来河村（Kampung Sungai Skudai）

## 购物中心
- 大学城永旺购物中心（Aeon Taman Universiti）
- 五福城广场（Sutera Mall）
- 皇后广场（Tasek Central）
- 龙寰镇商场（U Mall）
- 东方广场（Skudai Plaza，已废弃）
- 八星广场（Skudai Parade，已废弃）
  - 四度拍賣，2019年拖欠170萬令吉電費[19][20]

## 外部連結
- 官方网站